# Rue de l'Allier (Toulouse)
Pour les articles homonymes, voir Rue de l'Allier.
La rue de l'Allier (en occitan : carrièra de l'Alèir) est une voie de Toulouse, chef-lieu de la région Occitanie, dans le Midi de la France.

## Situation et accès

### Description
La rue de l'Allier est une voie publique. Elle se trouve à la limite des quartiers de Borderouge et de Croix-Daurade.
La chaussée compte une seule voie de circulation automobile, à double-sens entre le chemin Raynal et l'entrée du parking des Jardins du Muséum, puis en sens unique jusqu'à l'entrée du parking de la place Jeanne-Émilie-de-Villeneuve, et enfin à double-sens jusqu'à la rue Pierrette-Louin. Elle appartient à une zone 30 et la vitesse y est limitée à 30 km/h. Il existe une bande cyclable pour les cyclistes circulant en contresens des automobiles.

### Voies rencontrées
La rue de l'Allier rencontre les voies suivantes, dans l'ordre des numéros croissants (« g » indique que la rue se situe à gauche, « d » à droite) :
1. Chemin Raynal (g)
2. Rue Édouard-Pailleron (d)
3. Rue de l'Alagnon (g)
4. Rue de la Nièvre (g)
5. Place Jeanne-Émilie-de-Villeneuve (d)
6. Rue Pierrette-Louin (g)

## Odonymie
La rue est nommée d'après l'Allier, rivière du Massif Central. C'est l'un des principaux affluents de la Loire, qu'elle rejoint au bec d'Allier, 10 km en aval de Nevers, où la Nièvre conflue également avec la Loire. Elle a sa source sur les pentes du Moure de la Gardille, en Margeride, région naturelle voisine du Mont Lozère. Elle a comme affluent l'Alagnon, qui a sa source au puy Bataillouse, dans les monts du Cantal. Il est remarquable que l'Alagnon, la Lozère et la Nièvre aient donné leurs noms à des rues voisines.

## Histoire

### Première moitié duXXesiècle
En 1912, la compagnie des Chemins de fer du Sud-Ouest (CFSO) ouvre une nouvelle ligne transport ferroviaire de Toulouse à Villemur-sur-Tarn. Une nouvelle gare, la gare de Bonnefoy (emplacement au-devant de l'actuel no 14 rue de la Passerelle), est aménagée à l'ouest des vastes entrepôts des Magasins généraux (emplacement de l'actuelle résidence Le Nouveau Raisin, no 9 avenue François-Collignon et no 20-27 boulevard des Minimes). La ligne se développe, à la suite du prolongement vers un nouveau terminus, la gare de Pont-Matabiau (actuel no 89 boulevard Pierre-Semard) en 1916, puis le passage des services des Voies ferrées départementales du Midi qui exploitent une nouvelle ligne de Toulouse à Castres à partir de 1930. La voie ferrée, qui longe le chemin de Croix-Daurade (actuelle rue Pierre-Cazeneuve) passe sous le pont de Négreneys, puis après avoir dépassé le grand-chemin des Trois-Cocus (actuelle rue Ernest-Renan), rejoint en droite ligne le chemin Raynal en traversant les faubourgs agricoles de Croix-Daurade.
Pourtant, en 1937, la ligne de Villemur-sur-Tarn est fermée. La voie ferrée est abandonnée mais, entre la rue Ernest-Renan et le chemin Raynal, subsiste un chemin agricole, passant à travers les champs et les jardins ouvriers.

### Seconde moitié duXXesiècleetXXIesiècle
Entre 1963 et 1964, la rue est aménagée dans le cadre de l'aménagement d'un nouveau lotissement desservi par la rue de l'Alagnon, la rue de l'Allier, la rue de la Lozère et la rue de la Nièvre. Les premières maisons sont élevées dans le même temps (actuels no 13-15 et 24, puis actuels no 9, 17-19 ; 12, 16, 18 et 22). En 1969, l'aménagement de la rue se prolonge au nord-est afin de rejoindre le chemin Raynal, au carrefour de l'impasse Édouard-Pailleron (actuelle rue Édouard-Pailleron) : de nouvelles maisons sont construites entre la rue de l'Allier et la nouvelle place de la Baïse (actuels no 1 à 10 place de la Baïse).
C'est finalement en 1979 que la rue de l'Allier finit d'être aménagée au sud-ouest, rejoignant en droite ligne le passage sous les voies du chemin de fer (actuelle rue Marie-Claire-de-Catellan), coupant le chemin Pradet, mis en impasse des deux côtés de la voie (actuelles rue Pradet et impasse Gruney). Ce nouvel aménagement ne s'accompagne cependant pas de nouvelles constructions. En revanche, entre 1984 et 1986, plusieurs maisons sont construites au nord de la rue de l'Allier (actuels no 2 bis et 10 en 1984, no 2 et 6 en 1986).
En fin de compte, c'est la réalisation de la zone d'aménagement concerté de Borderouge qui donne à la rue de l'Allier son aspect actuel. En 1999, elle est amputée de son extrémité sud, absorbée par l'avenue Maurice-Bourgès-Maunoury, afin de permettre l'aménagement d'un nouveau quartier autour de la place Antonin-Froidure, achevée en 2003 et destinée à devenir la place centrale du secteur sud de Borderouge. En 2001, la résidence des Jardins des Maurines (actuel no 25) est construite à l'angle de la nouvelle rue Pierrette-Louin. Enfin, en 2003, 14 hectares de terres agricoles situées derrière la rue de l'Allier sont transformés afin de permettre la réalisation du parc de la Maourine, destiné à devenir le poumon vert du quartier.